# 采滕凱撒山

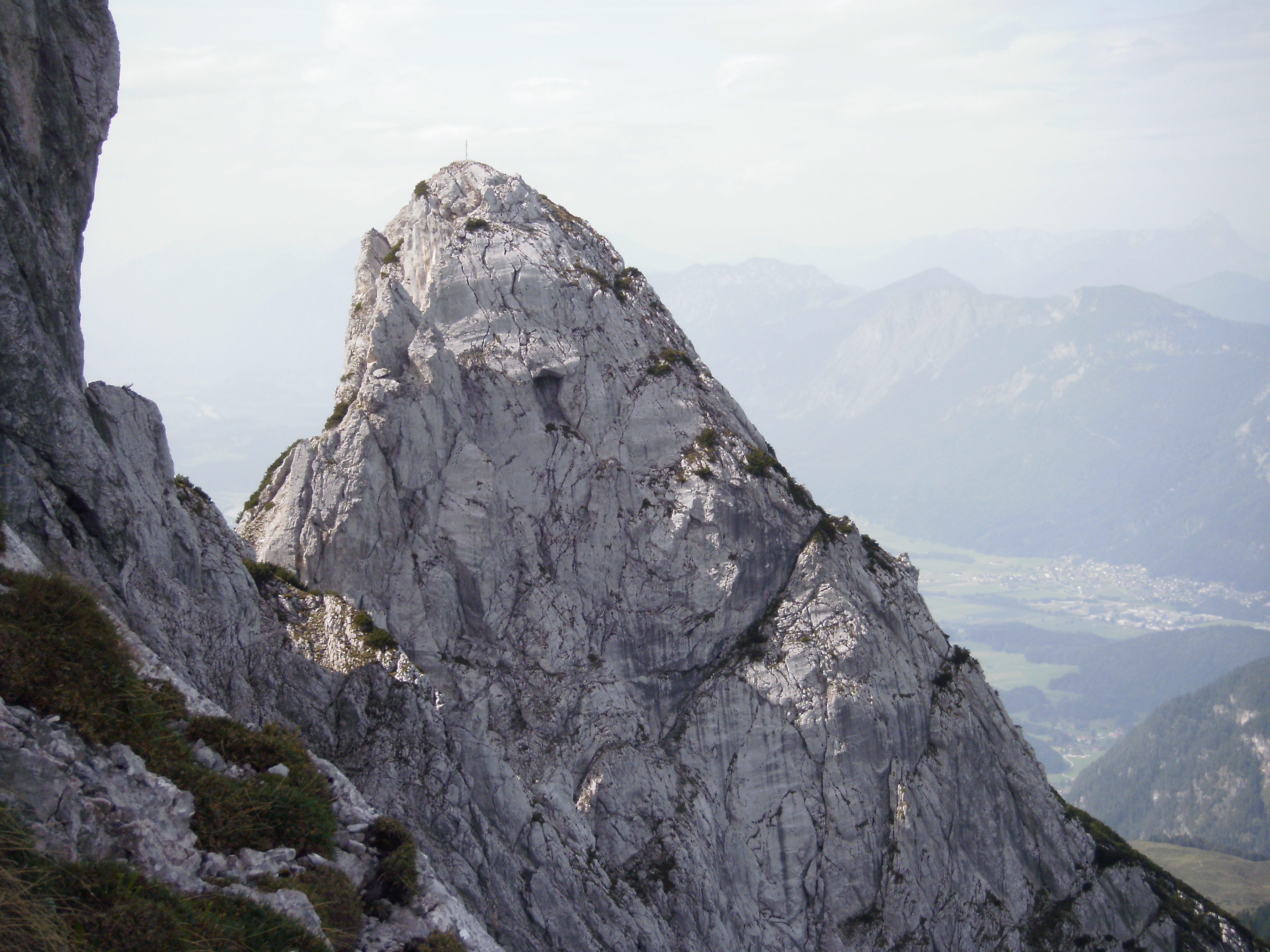

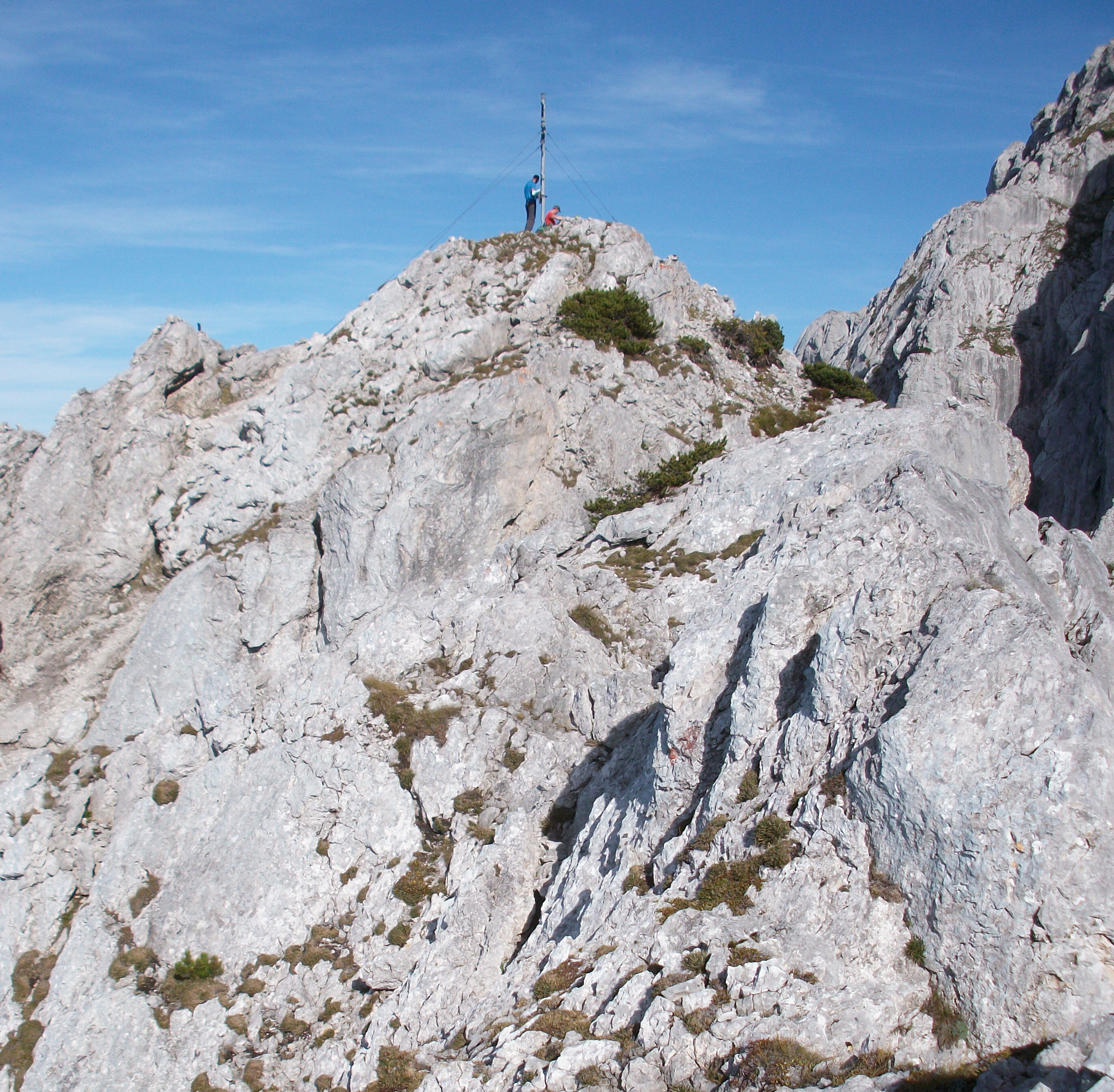

47°33′25″N 12°14′08″E / 47.556993°N 12.235664°E
采滕凱撒山（德語：Zettenkaiser），是奧地利的山峰，位於該國西部，由蒂羅爾州負責管轄，屬於皇帝山脈的一部分，距離舍福爾山0.2公里，海拔高度1,968米。